# Оробець Оксана
Оксана Оробець - найтитулованіша спортсменка світу з фітнесу за версією IFBB. 
https://oksana-orobets.com [Архівовано 17 травня 2020 у Wayback Machine.]
- У фітнес індустрії з 2002 року.
- Заслужений майстер спорту України
- 5-ти разова чемпіонка світу  категорія "фітнес" (IFBB)
- 12-ти разова призерка чемпіонатів світу,
- 4-х кратна переможиця "Arnold Classic",
- неодноразовий переможець міжнародних і національних турнірів по CrossFit,
- засновник «Школа Фітнес дієтологія Оксани Оробець»,
- спортивний дієтолог
- Амбассадор компанії Reebok
- лектор та спікер

- у 2018 виграла перший чемпіонат світу серед професіоналів Elite Pro IFBB

У 2010 році Оксана Оробець презентувала фітнес перед Олімпійський Комітетом для включення його в Олімпійські Ігри (Монтевідео, Уругвай), 
Найкраща спортсменка року з неолімпійських видів спорту (2010, 2011, 2012). 
Танцюрист міжнародної класу, 
9-ти кратна чемпіонка України з сучасних танців, майстер спорту України, 
член національної збірної України (2010-2017 рр.).
З 2020 - Старший тренер збірної України з фітнесу  

## Біографія
Оксана Оробець  народилася 17 травня 1988(19880517). в місті Черкаси в Україні. Оксана Оробець з 6 років активно займалася хореографією. Після школи вступила до Черкаського національного університету ім. Хмельницького на філологічний факультет. У фітнес дівчина потрапила в 13 років завдяки мамі - тренеру збірної України з дитячого фітнесу Антоніни Оробець (заслуженного тренера України, тренера дитячо-юнацького фітнесу Національного бодібілдингу України).

## Освіта
У 2010 році отримала диплом спеціаліста факультету «Романо-германська філологія», Черкаський національний університет ім. Б. Хмельницького.
У 2011 році отримала диплом магістра факультету «Менеджмент у спорті» Київського національного університету фізичної культури і спорту України.
У 2019 отримала диплом за напрямом "Sports Nutrition" Барселонського Інноваційного інституту.
У 2020 диплом за напрямком “Advanced Sport Nutrition” - Barca Innovation Hub Institution 
З 2020 студентка НУФВСУ  
З 2020 студент Presion Nutrition (Canada) 

## Досягнення і нагороди
- Чемпіонка світу ELITE PRO Fitness (IFBB) 2018 р.
- Абсолютна чемпіонка світу з фітнесу (IFBB) 2017 р.
- 5 разова чемпіонка світу 2007, 2009 2017 (2), 2018 рр.
- 12-кратний призер чемпіонату світу 2007, 2008, 2009,2011, 2012, 2013, 2014, 2015, 2017 (2), 2018, 2019 рр.
- 4- кратний переможець "Arnold Classic" (Spain, USA, South Africa, Spain) 2013, 2014, 2019 (2) рр.
- Переможець і призер понад 20 різних міжнародних і національних турнірів по CrossFit (Іспанія, Польща, Румунія, Україна, Росія)
- 2-разовий срібний призер "Reebok Open CrossFit Games" 2016, 2017 рр.
- 7- кратний переможець номінації «Спортсменка року серед неолімпійських видів спорту» 2010 - 2015-го, 2017 Черкаської області
- Представляла фітнес перед Олімпійським комітетом, для включення його в Олімпійську програму (Монтевідео, Уругвай, 2009)
- Амбассадор компанії Reebok  з 2015 року
- Заслужений майстер спорту України
- Crossfit trainer level 2

### Інші досягнення у фітнесі
- 3 місце Чемпіонату Європи,  Хорватія 2012
- 2 місце Olimpia Amateur Europe, Чехія 2015
- 2 місце World Ladie’s Cup, Україна  2014
- 2 разова Чемпіонка України 2010, 2011
- Абсолютна Чемпіонка України 2011
- 4 разовий володар Кубку України 2001, 2004, 2005, 2010
Чемпіонати світу
| 2007 | золото                       | Польща   |
| 2008 | бронза                       | Чехія    |
| 2009 | золото                       | Польща   |
| 2011 | бронза                       | Хорватія |
| 2012 | срібло                       | Польща   |
| 2013 | бронза                       | Україна  |
| 2014 | срібло                       | Канада   |
| 2015 | срібло                       | Угорщина |
| 2017 | золото                       | Франція  |
| 2017 | золото / абсолютна чемпіонка | Франція  |
| 2018 | золото                       | Китай    |
| 2019 | срібло                       | Іспанія  |

Фестиваль “Arnold Classic”
| 2012 | бронза | Іспанія                                     |
| 2013 | золото | Іспанія                                     |
| 2014 | золото | США                                         |
| 2019 | золото | Іспанія                                     |
| 2019 | золото | Південна Африканська Республіка - Elite Pro |
| 2019 | золото | Іспанія - Elite Pro                         |

## Танцювальна кар'єра.
- танцюрист міжнародного класу;
- суддя від України на чемпіонаті світу з хіп хопу Hip Hop International (Las Vegas, USA) 2011- 2014 рр;
- 9 кратний призер Чемпіонатів України з сучасних танців;
- фіналіст Чемпіонату світу з хіп хопу (Bremen, Germany) 2002.
- co-хореограф телевізійного шоу на Інтері "Майданс» 2011

## Кар′єра
З 2007 по 2017 року - член національної збірної України.
2007 – 2018 -персональній тренер працювала в різних країнах Україна, США, Китай.
2013 – 2018 – працювала викладачем та лектором  в різних школах для фітнес тренерів (Харків, Київ, Чернігів). Також була запрошеним методистом для навчання персоналу у фітнес центрах (Харків, Чернігів).
2014- 2017 - професійний атлет, тренер, лектор та сертифікований суддя у напрямку CrossFit. 
У 2017 організувала авторський курс «Основи харчування для атлетів»
У 2018 організувала авторський трьох рівневий курс навчання «Фітнес дієтологія».
2018 – спортивний дієтолог, напрям роботи -  складання індивідуального плану харчування для спортсменів за напрямками: академічне веслування, бокс, фехтування, бодібілдинг, боротьба, Кроссфіт, карате.
З 2018 року – лектор і спікер на теми харчування, дієтології, здорового способу життя. 
У 2018-2021  провела більше 300 семінарів, вебінарів та курсів навчання на різні темі харчування.
З 2019  - засновник та власник "Школа Фітнес Дієтології"